# Леонардо Бистолфи
Леонардо Бистолфи (итал. Leonardo Bistolfi; Казале Монферато, 14. март 1859 — Торино, 2. септембар 1933) је био италијански вајар.

## Биографија
У почетку је био натуралиста а касније је развио идеалистичко-сентиментални стил. Позната дела су му Праље и Сељаци из прве и Љубавници и Сутон из друге фазе стваралаштва.
Израдио је већи број споменика. У последњих неколико година заједно са истраживач и проучавање Академија ликовних умјетности Брера, Франческо Филиппини је у близини уређења фонтанесиано.
Највећи број његових радова је надгробна пластика па су га због тога звали вајаром бола и смрти. Његову бисту израдио је познати хрватски вајар Иван Мештровић.